# Shifftee
«Shifftee» — третий сингл американской хардкор-рэп-группы Onyx из их дебютного студийного альбома Bacdafucup, выпущенный 30 августа 1993 года на лейбле JMJ Records, Rush Associated Labels и Chaos Recordings.
Onyx настолько «хитрые, мерзкие, суровые и плохие», что они кричат об этом в припеве песни. Радиоверсия, спродюсированная Chyskillz и Jam Master Jay, имеет гудящую басовую линию с жестяной трубой и колокольчиками для саней, иногда звонящими на заднем плане. LP-версия «Bichasnigaz» находится на стороне «Б» сингла. На сингл также вошёл ремикс на песню под названием «Shytizon Remix».
«Shifftee» был не таким успешным, как первые два сингла, но ему всё же удалось попасть в пять разных чартов американского журнала Billboard, достигнув 92 места в чарте Billboard Hot 100, 52 места в чарте Hot R&B/Hip-Hop Songs и 2 места в чарте Hot Rap Singles.
Песня была включена в качестве саундтрека к документальным фильмам о скейтбордистах New World Order (1993) и Stene 6-1 (2011). Песня была засемплирована несколькими рэп-исполнителями, включая Mad Skillz, Raekwon, Marco Polo и Noreaga.

## Концепция
В 2014 году в интервью сайту HipHopDX Fredro Starr раскрыл концепцию песни:

Концепция «Shifftee» в основном подчёркивала, что есть Onyx. Onyx — это хитрые, мерзкие, суровые и плохие («Shifty, low down, gritty and grimy»). И мы сделали песню об этом. Мы представляем борьбу, мы представляем выходцев из толпы; парней, которые не могут попасть в клуб; парней, которые пытаются протиснуться в клуб, ломятся в дверь. Вот такие парни.

## Музыкальное видео
Видеоклип снял Паррис Мэйхью, известный в прошлом как гитарист и автор песен рок-группы Cro-Mags. Он же снял для Onyx два предыдущих видеоклипа на песни «Slam» и «Slam» (Bionyx Remix). Спродюсировал все эти три клипа один и тот же человек Дрю Стоун, владелец собственной производственной компании Stone Films NYC. Видео сняли на 42-й улице в Манхэттене в Нью-Йорке 3 июня 1993 года, премьера видеоклипа состоялась 30 августа 1993 года на кабельном телеканале «The Box». Было сделано две версии видеоклипа: цензурная и нецензурная. Нецензурная версия начинается с падения логотипа группы Onyx с надписью «Throw Ya Gunz», а собственно сам клип начинается с беспорядков на улице: две группы людей бегут друг на друга с противоположных сторон, и в конечном итоге они сталкиваются, и в этот момент Фредро начинает исполнять свой куплет. Цензурная версия начинается с неоновых вывесок, которые указывают на порнографический кинотеатр. Группа Onyx выступает на улице возле знаков, когда вокруг них люди прыгают и танцуют. В интервью HipHopDX Fredro Starr сказал, что Лиор Коэн придумал идею использовать трёхцветные куртки за 3 тысячи долларов в видео:

Лиор Коэн, президент Def Jam, сказал: «Эй, я собираюсь пригласить вас всех в этот магазин, и я собираюсь дать вам одежду, чтобы приодеться!». Мы были все согласны, и мы пошли в магазин и куртки, которые на нас были в видео «Shifftee», стоили 3 тысячи долларов. Это было наше первое высокобюджетное видео.

Режиссёр видео, Паррис Мэйхью, также добавил, что Лиор Коэн придумал идею, как снять одну сцену с участием Стики Фингаза, и изначально видео должно было появиться в чёрно-белом цвете:

Я помню, что у Лиора Коэна была хорошая идея, которую мы включили в видео, и я это снял. Он хотел, чтобы Стики читал рэп, лёжа на земле. И куртки были потрясающими, хотя после того, как мы сняли видео, было много разговоров о том, что куртки были «без логотипа Onyx», и они просили меня сделать видео в чёрно-белом цвете, я с ними спорил по этому поводу, и в конечном итоге видео осталось в цвете.

Паррис Мэйхью сказал, что Фредро Старр был сценаристом одной сцены, которая позже была вырезана по решению Расселла Симмонса:

Я расписал свою идею для видео (как и для песни «Slam»), и именно это мы и сняли. Я помню высказывание Стики: «Мне нравится сценарий видеоклипа, мы были как будто под действием таблеток ЛСД во время бунта». Группа Onyx способствовала одной идее - начальной сцене с участием белой семьи за ужином, которая ела свинину. Ребёнок отказывается есть свинину, и выясняется, что у него есть татуировка «mad face». Мы сняли эту концепцию Фредро, которая шла в начале видео, но Расселл сказал: «Вырежьте это». Так я и сделал. Остальная часть видео была моей концепцией.

## Исполнение песни на телевидении
- Группа Onyx исполнила песню живьём на музыкальном телешоу It’s Showtime at the Apollo, вышедшем в эфир 6 ноября 1993 года.
- «Shifftee» была исполнена живьём группой Onyx в театре The Academy Theatre в Нью-Йорке на шоу Phat Jam Расселла Симмонса, транслируемом через платное кабельное телевидение 18 июня 1993 года.
- Песня была исполнена живьём группой Onyx на американской музыкально-танцевальной телевизионной программе Soul Train, вышедшей в эфир 11 декабря 1993 года.

## Список композиций

### Винил12"
Сторона А
1. «Shifftee» (Radio Version) — 3:27
2. «Shifftee» (Shytizon Remix) — 3:28
3. «Shifftee» (Spikinspan Remix) — 3:28
4. «Shifftee» (A Cappella) — 2:32

Сторона Б
1. «Shifftee» (Instrumental) — 3:26
2. «Shifftee» (Instrumental Remix) — 3:28
3. «Bichasniguz» (LP Version) — 3:54
4. «Bichasniguz» (Instrumental) — 3:54

### CD-макси-сингл
1. «Shifftee» (Radio Version) — 3:27
2. «Shifftee» (Shytizon Remix) — 3:28
3. «Shifftee» (Spikinspan Remix) — 3:28
4. «Shifftee» (A Cappella) — 2:32
5. «Shifftee» (Instrumental) — 3:26
6. «Shifftee» (Instrumental Remix) — 3:28
7. «Bichasniguz» (LP Version) — 3:54
8. «Bichasniguz» (Instrumental) — 3:54

### Аудиокассета
1. «Shifftee» (Radio Version) — 3:27
2. «Shifftee» (Shytizon Remix) — 3:28
3. «Shifftee» (Spikinspan Remix) — 3:28
4. «Shifftee» (A Cappella) — 2:32
5. «Shifftee» (Instrumental) — 3:26
6. «Shifftee» (Instrumental Remix) — 3:28
7. «Bichasniguz» (LP Version) — 3:54
8. «Bichasniguz» (Instrumental) — 3:54

## Участники записи
- Оникс — исполнитель, вокал
- Фредро Старр — исполнитель, вокал
- Стики Фингаз — исполнитель, вокал
- Суаве — исполнитель, вокал
- Биг Ди эС — исполнитель, вокал
- Шайскиллз — продюсер, исполнитель (музыкант)
- Джем Мастер Джей — продюсер, исполнитель (музыкант), ремиксер
- Декс — ремиксер
- Тони Доузи — мастеринг
- Рич Джулай — инженер
- Джон Коган — инженер
- Гэри Клюгстон — инженер
- Кевин Кроузе — ассистент инженера
- Трой Хайтауэр — инженер
- Норман Буллард — ассистент инженера

## Чарты

### Еженедельные чарты
| Чарт (1993)                                    | Высшая позиция |
| ---------------------------------------------- | -------------- |
| Billboard Hot 100                              | 92             |
| Hot R&B/Hip-Hop Singles & Tracks (Billboard)   | 52             |
| Hot Rap Singles (Billboard)                    | 2              |
| Hot Dance Music/Maxi-Singles Sales (Billboard) | 14             |
| Hot R&B/Hip-Hop Airplay (Billboard)            | 41             |
| Top 100 R&B Singles (Cashbox)                  | 49             |
| Top 100 Pop Singles (Cashbox)                  | 84             |
| Top 30 Rap Singles (Cashbox)                   | 4              |
| Gavin Rap Retail Singles (Gavin Report)        | 14             |
| Mix Show Movers (Hitmakers)                    | 23             |